# Ange, mode d'emploi
 (mars 2024).
Si vous disposez d'ouvrages ou d'articles de référence ou si vous connaissez des sites web de qualité traitant du thème abordé ici, merci de compléter l'article en donnant les références utiles à sa vérifiabilité et en les liant à la section « Notes et références ».
Ange, mode d'emploi (天使攻略マニュアル, Tenshi kouryaku manual) est un manga en 6 volumes de Kumiko Kikuchi.
Il a été publié en français aux éditions Soleil Productions.

## Synopsis
Une jeune fille de 14 ans nommée Kumano Tenko reçoit un jour, de la part de sa cousine Nanari, un petit dinosaure en peluche. Le « Petit Ange Dino » a vraiment l'air inanimé, mais, au fur et à mesure, Tenko a des doutes: qui vole les onigiris de ses camarades de classe? L'ange Dino accumule les bêtises, et Tenko est bien décidée à le rendre à la boutique de Nanari. Mais Dino la sauve alors qu'elle manque se faire écraser par la chute d'un sapin. 
La peluche dinosaure se met en tête d'aider Tenko à la fois dans ses études et dans ses histoires d'amour avec Madoka pour devenir un bel ange, tandis que deux escrocs tentent de l'enlever, croyant avoir affaire à une nouvelle technologie...